# مديرية إب

تعديل مصدري - تعديل

مديرية إب إحدى مديريات محافظة إب في وسط اليمن. بلغ عدد سكانها 143641 نسمة عام 2004.